# Красний Торфяник
Красний Торфяник (рос. Красный Торфяник) — селище в Торжоцькому районі Тверської області Російської Федерації.
Населення становить 116 осіб. Входить до складу муніципального утворення Борисцевське сільське поселення.

## Історія
Від 2005 року входить до складу муніципального утворення Борисцевське сільське поселення.

## Населення
| 1997 | 2010 |
| ---- | ---- |
| 175  | ↘116 |